# Marie-Rose Abomo-Maurin
Marie-Rose Abomo-Maurin, aussi connue sous le nom de plume de Ngono Aba, née en 1953 à Sangmelima, est une femme de lettres camerounaise. Elle est l'auteure de plusieurs romans et ouvrages scientifiques.

## Biographie
Marie-Rose Abomo-Maurin est née à Sangmelima dans la Région du Centre au Cameroun. Elle commence sa carrière au Cameroun comme professeure des lycées. Elle quitte le Cameroun pour la France en 1983 et s'installe à Orléans où elle poursuite sa carrière d'enseignante. En 1991, elle participe au 18e Concours Théâtral Interafricain avec la pièce La Lettre.
Elle est titulaire d'un Doctorat ès lettres de l'Université de Paris IV Sorbonne et d'un HDR en littératures comparées de l'Université de Paris-Est Créteil Val-de-Marne, garant : Pr. Papa Samba Diop. 
Elle occupe le poste de chargée de cours à l’université d’Orléans. Entre 2009 et 2011, elle est responsable des Littératures aux Suds auprès de l’AUF. 
Professeur de lettres, elle travaille pendant quelques années en  tant que chercheur associée au LLACAN (Langage, langues et cultures d'Afrique noire). En 2006, elle est chargée de cours de littératures francophones à l'UFR de lettres, langures et littératures à l'Université d'Orléans. 
Elle enseigne à l'Université de Yaoundé 1 au Cameroun. En 2011, elle assure la fonction de directrice du Centre de  recherches pluridisciplinaires de Yaoundé, CERPY.

## Ouvrages
- Minkul mi Nlem, les épines de mon espoir, Yaoundé, Éditions de la Ronde, 2006[6]
- Parlons boulou, langue bantou du Cameroun, Paris, L’Harmattan, 2006.
- Bouquet de cendre, (avec Jean-Claude Awono) Anthologie de la poésie féminine camerounaise d’expression française, Yaoundé, Edition Ifrikiya, Coll. La Ronde, 2007
- Littérature orale, genres, fonction et réécriture, (sous la dir.) Paris, L'Harmattan, 2008
- Des prénoms comme un chapelet de cauchemars. Yaoundé: Editions Ifrikya, 2010.
- Des prénoms comme un chapelet de cauchemars, Yaoundé, Éditions Ifrikya, 2010.
- Tchicaya ou l'éternelle quête de l'humanité de l'homme, Éditions L'Harmattan, 2010
- Af-Ric de Jacques Fame Ndongo et la Rénovation de l’Esthétique Romanesque, (avec Delphine Tang), L'Harmattan 2011
- La littérature camerounaise depuis la réunification (1961-2011) : mutations, tendances et perspectives, (en co-direction avec Alice Delphine Tang), Harmattan Cameroun, 2013
- Toponymie et pluridisciplinarité, (en co-direction avec Rigobert Tchameni) Harmattan Cameroun, 2014
- La femme dans la littérature orale africaine, Persistance des clichés ou perception de la modernité  (Marie-Rose Abomo-Maurin & Françoise Ugochukwu), L'Harmattan, 2015
- Le secret de la maison de briques (Marie-Maurin Ngono Aba), L’Harmattan, 2021
- La grand-mère, cette femme éternelle, (Rose-Marie Taupin-Pélican, Marie-Rose Abomo-Mvondo/Maurin, Euphrasie Calmont et Jacqueline Ngo Manyim-Ateba) L’Harmattan, 2021
- La fin de l’Immuable (Ngono Aba), les Editions du Channel, 2021

## Prix et distinctions
- 1990: Prix RFI et CTV pour une œuvre dramatique avec la pièce La Lettre
- 2011: Prix du Mérite littéraire (Ministère de l’Enseignement Supérieur du Cameroun)
- 2011: Prix  Kadima des langues africaines et créoles (OIF) dans la catégorie traduction[7]
- 2012:  Chevalière de l'ordre des Palmes académiques